# ویکتور جانسون (دوچرخه‌سوار)
ویکتور جانسون (انگلیسی: Victor Johnson; ۱۰ مهٔ ۱۸۸۳ – ۲۳ ژوئن ۱۹۵۱) دوچرخه‌سوار اهل بریتانیا بود.
وی در مسابقات کشوری و بین‌المللی در مجموع برندهٔ ۱ مدال طلا شده‌است.